# Petronac
A Petronac Combustíveis é uma empresa brasileira do ramo de combustíveis. Integra a holding TTWork, da qual também fazem parte as marcas TDez (Logística), Tecomb (Terminal) e AtlantImport (Importadora). Em março de 2018, a PetroChina, maior petrolífera do mundo em valor de mercado, anunciou a compra de 30% do conglomerado, passando a ter participação indireta com direito a voto. De acordo com a revista Exame, a Petronac é uma das cem maiores empresas do Brasil.
Com sede no Recife, capital de Pernambuco, a holding atua em quinze estados e no Distrito Federal. Em 2018, possuía quatro bases de distribuição e 17 filiais nas regiões Nordeste, Norte, Centro-Oeste e Sudeste, fornecendo combustível para mais de 3.800 postos no Brasil, em cerca de 1.000 municípios.

## História
A Petronac, antiga TOTAL Combustíveis, iniciou suas operações em novembro de 1996 no Complexo Industrial e Portuário de Suape em Pernambuco. Em 2017, se reestruturou e deu origem à holding TTWork. No ano seguinte, a PetroChina, subsidiária da Corporação Nacional de Petróleo da China (CNPC), comprou parte da empresa, passando a ter direito de participação de 30% e parte das importações de petróleo refinado da holding.